# بالون (شهرستان کارلو)
بالون (به انگلیسی: Ballon) یک زیستگاه انسانی در ایرلند است که در شهرستان کارلو واقع شده‌است.

## خصوصیات
بالون ۵۹۶ نفر جمعیت دارد و ۱۰۳ متر بالاتر از سطح دریا واقع شده‌است.